# Aculepeira luosangensis
Aculepeira luosangensis là một loài nhện trong họ Araneidae.
Loài này thuộc chi Aculepeira. Aculepeira luosangensis được miêu tả năm 1990 bởi Chang-Min Yin et al..